# Ochthebius inconspicuus
Ochthebius inconspicuus är en skalbaggsart som beskrevs av Manfred A. Jäch 1991. Ochthebius inconspicuus ingår i släktet Ochthebius och familjen vattenbrynsbaggar. Inga underarter finns listade i Catalogue of Life.